# タイムスクープハンター
『タイムスクープハンター』は、NHK総合テレビで2009年から2015年まで放送されたドキュメンタリー・ドラマ風歴史教養番組。

## 番組内容
未来から来た「時空ジャーナリスト」が時を遡って取材する「密着ドキュメント」という設定で、さまざまな時代の日本社会を題材に、実在する史料などから知られる庶民の生き様や風俗などの一端を、いわゆるモキュメンタリーの手法を用いてリアルなドラマ仕立てで再現してみせる。
本質的には歴史教養番組であり、一般のいわゆる時代劇などとは一線を画した作りである。史料にもとづく正確な時代考証をとくに重視し、また可能なかぎりのリアリティを追求した作風を維持している。「ジャーナリスト自身による手撮り映像」という設定でドラマは進められ、ときには取材対象人物への軽いインタビューなども交えて、表面からは見えにくい背景事情や当時の人々の思いなどについて理解できるように工夫されている。加えて、「ジャーナリスト自身が“本部”にいるアシスタントスタッフに問い合わせる」形で、さらに幅の広い関連情報が示されることもあり、これも視聴者の歴史理解を深めるのに役立っている。
そのほか、一般の時代劇とくらべると以下のような特徴が際立っている。
- 一般の時代劇で用いられる言語は現代人に理解できるように調整された一種の擬古文であるが、当番組ではそれぞれの時代や身分に応じた日本語のリアルな再現を試みている。たとえばそこが平安時代であれば、登場人物は平安時代に実際に話し言葉として使用されていた言語を話す。現代人にわかりにくい言葉遣いを用いる場合は、現代語に訳した字幕をのせることで対応している。
- 時代劇用のかつらの類を用いない。登場人物の髪型にさかやきが入る場合は、実際に役者の頭を剃髪している。
- スタジオセット撮影を行わない。全ての撮影は庄内映画村、ワープステーション江戸などの再現施設と、近代的な構造物の見えない山野でのみ行われる。
- 撮影用の照明機材をほとんど使用しない。日中は自然光を光源とし、夜間のシーンでは当時の照明器具のみによって撮影したり、また、「ジャーナリストが未来から持参した」という設定で、暗視カメラが多用される。
- 登場人物の服装などもリアリティに配慮しており、時代や身分によっては極端にみすぼらしい姿で登場する場合がある。また、一般の時代劇では無視されることの非常に多いお歯黒や白塗り化粧などの習俗についても、適宜再現してみせている。

とはいえ、決して娯楽性を軽んじているというわけではなく、多くの場合、ドラマ中盤あたりでちょっとした予期せぬ事件などが起きるようになっていて、軽いアクションやサスペンスの風味も味わえるように工夫されている。
ジャーナリスト役には要潤、本部アシスタントスタッフ（劇中では「ナビゲーター」と呼ばれる）役に杏を配し、SF味の効いた二人の扮装とともに、番組に花を添えている。なお要潤は、ごく簡単なものしか脚本を与えられておらず、撮影時においては自身でも知らない展開が目の前で次々と繰り広げられてゆくのを目の当たりにし、そこにアドリブで実況を加えるという撮影スタイルを初期より用いている。

## 沿革
2008年9月13日に「番組たまごトライアル2008」の一環で「お氷様はかくして運ばれた」が放送。内容が好評だったこともあり、2009年度の番組編成にて正式採用された。なお、2009年度の「EYES」は2カ月ごとに企画を入れ替える仕組みのため、5月（全8回。このうち第4回はパイロット版の再放送分のため、新規は7回となる）で一旦終了する形となったが、番組の評判が良かったことで番組終了後間もない2009年6月6日にNHK-BSで第1回から第4回までの4話が、6月10日にNHK総合で第5回から第8回までが再放送された。その後、DVD化が発表された。
2009年12月30日、スペシャルとして「幕末決死行! 江戸牢獄・限界長屋の実態」（以後SP1回）が放送されたほか、2010年1月18日よりBShiで第1回から再放送された。
更なる好評により2010年3月29日から6月7日まで、シーズン2が全11回放送された。うち1回はパイロット版の再放送分のため、新規は10回となる。その後、シーズン2のDVD化が発表された。
2010年12月28日のスペシャル2、2011年4月30日特番の2作を挟み、2011年5月からはシーズン3が放送時間を木曜22時からの43分に拡大して全10回放送された。当初は2011年3月31日に放送を開始する予定だったが、3月11日に発生した東日本大震災に伴って敷かれた協会内非常報道体制に伴い延期、日程を改めて放送された。その後、シーズン3のDVD化が発表された。
2011年7月5日、初の番組本『タイムスクープハンター タイムスクープ社オフィシャルブック』が発売された。
2011年12月21日のスペシャル3を挟み、2012年4月3日から、2012年6月26日（本来は2012年6月19日だったが台風により1週放送延長）までシーズン4が放送時間を火曜22時25分からの30分枠に戻り全12回放送された。その後同枠は7月は3日・10日・17日は『ドキュメント72時間』、24日に『あなたが主役 50ボイス』が放送され、8月は単発番組などが放送され、9月4日から2012年の3月まで放送されていた『よる★ドラ』が再開されることになった。
2012年9月30日『劇場版 タイムスクープハンター』が2013年全国公開（配給：GAGA）との発表があった。
2012年12月28日にはスペシャル4として「てんてこ舞い“大奥”歳末始末記」が放送され、その後、シーズン4のDVD化が発表された。
2013年4月6日から7月27日まで、シーズン5が放送（全14回）。
2014年4月5日より9月20日までシーズン6が放送された（全19回）。この際、テロップやオープニングなどがそれまでのシーズンから変更された。
2015年1月1日にスペシャル5「お正月パニック！改暦大騒動」が放送された。このスペシャル版の放送後、番組公式Twitterで「シーズン最終回、区切りのファイナルとなります」「これまで、タイムスクープハンターを愛していただき、本当に感謝を申しあげます」とのツイートがあった。
2015年度は改編時、新作の制作予定がないとのアナウンスがあり、代替企画として同年4月から、番組初となる通年（2016年3月まで1年間）で「タイムスクープハンターセレクション」として、水曜未明1:30-2:00（=火曜日25:30-26:00）に過去の作品で反響の多かったエピソードを再放送するアンコール枠（傑作選）が設けられ、2017年3月まで放送された。
2015年8月、NHKの広報ミニドラマスポット『受信寮の人々』第4話「タイムスクープハンター現る編」に、沢嶋が登場。『おーい!はに丸』のはに丸・ひんべえや、ストレッチマンといった他番組のキャラクターと共演した。また、2016年1月公開の第6話「タイムスクープハンター再び編」にも登場した。
2017年11月11日、番組公式Twitterにタイムスクープ社からのお知らせと称して、「このTwitterアカウントを2017年11月11日11時11分11秒に閉じます。タイムスクープハンターを愛していただき、心より感謝を申し上げます。ありがとう！」と約1年半ぶりにツイートがあり、その後全てのツイートが非公開状態（従前からフォローしているユーザーのみ閲覧可能）となった。これ以降は公式サイト・Twitterとも事実上の更新停止状態となっており、新作展開は行われていない。
2022年2月22日-2月24日（テーブル上の日付は2月21日-2月23日深夜）の0時10分-1時37分まで毎日3本（24日=23日深夜のみ-2時08分まで4本）にわたり、過去に放送された内容から10本をセレクトして、4Kリストア（デジタルリマスターリング）した内容をNHK BS4Kで再放送された。さらに同年4月からはこれの英訳版を、NHK WORLD-JAPANの「Time and Tide」の番組のうちの一本としてとして、随時土曜日13時10分（初回）、20時10分、日曜1時10分、8時10分に放送されている。

## 放送時間
※以下の放送日は放送上の日付のものであり、再放送・セレクションなど、深夜0時をまたぐものは、実際には翌日未明に放送される（セレクション放送リストの放送日も同文）。

### シーズン1
| 編     | チャンネル    | 放送日・時刻                 |
| ------ | ------------- | ---------------------------- |
| 本編   | NHK総合テレビ | 2009年 水曜 0:10 - 0:40      |
| 本編   | BShi          | 2009年 月曜 19:30 - 20:00    |
| 特別編 | 総合テレビ    | 2009年12月30日 23:10 - 23:45 |

### シーズン2
| 編   | チャンネル | 放送日・時刻 |
| ---- | ---------- | --- |
| 本編 | 総合テレビ | 2010年 月曜 22:55 - 23:25 2010年 金曜 24:45 - 25:15（再放送、ミッドナイトチャンネル、北海道地方は地域番組放送のため放送なし） |

### シーズン3
| 編     | チャンネル | 放送日・時刻 | 備考                                                         |
| ------ | ---------- | --- | ------------------------------------------------------------ |
| 特別編 | 総合テレビ | 2011年4月30日 | 「タイムスクープハンター0号」、シーズン3の放送に先立つ特番。 |
| 本編   | 総合テレビ | 2011年 木曜 22:00 - 22:43 2011年 水曜 15:05 - 15:53（再放送）                                                           |                                                              |
| 特別編 | 総合テレビ | 2011年12月21日 22:00 - 22:48（近畿地方を除く） 2011年12月23日 17:10 - 17:58（大阪・京都・兵庫・和歌山・奈良・滋賀のみ） |                                                              |

### シーズン4
| 編     | チャンネル | 放送日・時刻                                                        |
| ------ | ---------- | ------------------------------------------------------------------- |
| 本編   | 総合テレビ | 2012年 火曜 22:55 - 23:25                                           |
| 特別回 | 総合テレビ | 2012年12月28日 22:00 - 22:48 2012年12月31日 14:00 - 14:48（再放送） |

### シーズン5
| 編   | チャンネル | 放送日・時刻                                                  |
| ---- | ---------- | ------------------------------------------------------------- |
| 本編 | 総合テレビ | 2013年 土曜 23:30 - 23:59 2013年 木曜 26:10 - 26:40（再放送） |

### シーズン6
| 編   | チャンネル | 放送日・時刻                                                  |
| ---- | ---------- | ------------------------------------------------------------- |
| 本編 | 総合テレビ | 2014年 土曜 23:30 - 23:59 2014年 木曜 26:00 - 26:30（再放送） |

### タイムスクープハンターセレクション
| 編   | チャンネル | 放送日・時刻              |
| ---- | ---------- | ------------------------- |
| 本編 | 総合テレビ | 2015年 火曜 25:30 - 25:59 |

## キャスト
- 沢嶋雄一 - 要潤[8]
- 古橋ミナミ - 杏

取材者側役の以上2名のほかに、取材対象となる各時代の人々を多数の俳優が演じている。登場時間、セリフ数などから言えば、こちらのほうが主役といってもよい。

## 番組内設定

### タイムスクープ社
タイムワープの管理、エージェントの派遣、記録映像の保存・公開などを業務とする、未来に存在する架空の組織。
番組冒頭、ロゴをバックに以下のような紹介文が必ず流れる。
| アーカイブ事業局 （局長・監査委員会） | 調査部         | 第一調査部 |
| アーカイブ事業局 （局長・監査委員会） | 調査部         | 第二調査部 |
| アーカイブ事業局 （局長・監査委員会） | 映像特別管理局 |            |
| アーカイブ事業局 （局長・監査委員会） | 機材開発部     |            |
| アーカイブ事業局 （局長・監査委員会） | 広報部         |            |

映像記録を担当する「調査部」は2つに分かれており、「歴史上の大事件や有名人物の調査」を「第一調査部」が、「名もなき人々の営みの調査」を「第二調査部」が担当しているとされ、要演ずる沢嶋雄一は後者に属する設定である。劇場版ではこの他、アーカイブ映像を保管・管理する「映像特別管理局」、取材で使用する機器を開発する「機材開発部」などの存在が明らかにされている。また、公式サイトや公式Twitterアカウントにおける広報も、タイムスクープ社の「広報部」の担当とされるなど、設定が徹底されている。

### 沢嶋雄一（さわじま ゆういち）
タイムスクープ社第二調査部に所属する時空ジャーナリストであり、本番組の進行役。IDナンバーは0208。タイムワープ技術により日本の各時代の調査を行い、歴史の教科書に載らないような対象を追いかけている。取材に訪れた時代は江戸時代が多いが、奈良時代（シーズン4第1話）から大正末 - 昭和初期（シーズン6第3話）と多種に及ぶ。また取材以外では昭和（劇場版）、平成（シーズン6 SP回）も訪れている。
「女たちの関所越え」取材終了後、タイムワープ装置の故障によるトラブルにより、元の時代に帰還できず過去を彷徨っていたが、SP1回にて無事が確認された。SP回では、土佐脱藩浪士・海援隊隊士の前河内愛之助（大河ドラマ『龍馬伝』で要が演じる沢村惣之丞の偽名）や、連続テレビ小説「ごちそうさん」で古橋ミナミ役の杏演ずる卯野め以子に遭遇する、といったあわやのニアミスをする設定もあった。
シーズン2までは基本的に、取材を終えてから「（タイム）アウトします」と語ってからエンドクレジットが流れ、そのまま次回予告へと移っていた。
しばしば、本部との通信が不安定なまま矢の飛び交う戦場などでも取材を続行しようとし、命の危機にさらされることもある。シーズン3の最終回で、取材を終えてアウトしようとした際に、現地の人間に背後から吹き矢で襲撃されてしまい、SP3回にて緊急タイムワープしてきた古橋の処置により一命を取り留めた。シーズン4の最終回で取材を終えてアウトしようとした際にタイムワープ装置のエラーが発生、江戸時代の大奥に転送されてしまうが、SP4回にてタイムワープしてきた古橋の助けを借り、二人とも元の時代に帰ることに成功した。

### 古橋ミナミ（ふるはし みなみ）
シーズン2までの回には出演せず、シーズン3の放送から本格登場する。
タイムスクープ社の有するコントロールブースと呼ばれる機関に所属するナビゲーター。沢嶋の呼びかけに対し「こちら第二調査部、コントロールブース」と応答しており、沢嶋と同じく第二調査部に所属。その存在はシーズン3のプレビュー番組として企画された「タイムスクープハンター0号」より映像として視聴者の前に登場した。おもに、沢嶋のタイムスリップ先の政治・文化・社会制度などのデータの送信・解析や、当時の医薬品などの成分解析を行い解説する沢嶋を支える重要な役目を担っている。また記者に何らかのトラブル（命の危機に晒されるなど）に見舞われ緊急の事態が遭った場合、その取材先にタイムワープし記者をフォローすることもあり、シーズン6第18・19話では沢嶋と共同で直接取材を行っている。
基本的に沢嶋をバックアップする立場であるが、取材精神旺盛なあまり自身の命を省みない取材を行う沢嶋を時に叱責することもある。
シーズン3以降は沢嶋が先述したのと同様にタイムアウトしてからエンドクレジットが終わった後、彼女がコントロールブースのシステムをシャットダウンする所で本放送が終わり、それから次回予告が流れている。

### 取材方法、技術、装備など
職務上、当時の人間達との接触が不可避であるが、取材者（沢嶋）の活動によりタイムパラドックスが発生する可能性が懸念される。そのため、「タイムスクープハンター規定17条」に基づき特殊な交渉術と呼ばれる交渉方法で取材許可を得ているが、その方法は極秘事項とされ、アーカイブにもその模様は記録されない。
基本的に、特殊な交渉術は取材対象者に対しあらかじめ済ませてから記録を開始することが多いが、取材対象者と対面する前から記録を開始した場合や、途中で取材対象者以外の人物から怪しまれるなど緊急の場合は、映像の途中で特殊な交渉術を用いることがある。このときは映像が一時中断し、交渉術を使用した旨の文が画面に表示される。
交渉が成立すると以下のような説明が、沢嶋本人の口から語られるのが通例となっている（回により若干異なることがある）。
「タイムスクープハンター0号」において、沢嶋へのインタビューでその秘密を聞き出そうとしたロバート・キャンベル・ジュニアが、逆にその特殊な交渉術をかけられて煙に巻かれているが、その様子からして催眠術のようなものではないかと推測され、また、劇場版で登場した矢島権之助が、「沢嶋殿が拙者に目を見るよう促してきた」「それから妙に親愛の情を覚えた」と語っていることから、沢嶋の装着するゴーグルに何らかの秘密があると考えられる。ただし、古橋などがゴーグルを装着せずに特殊な交渉術を使用している場面もあるため、別の方法が存在する可能性もある。
なお、別時空に存在する以前取材対象となった人物にも再度の使用は可能だが、その場合前述の理由により初対面扱いとなる。ただし、急なタイムアウトで取材を離れた場合はその限りではないため、交渉術は解除処理を明示的に行う必要がある模様である。また、この交渉術はすべての行動の取材を許してもらえるわけではなく、名前を明かさないなど条件付きの取材となる事や、途中で取材を断られる事もある。
なお、特殊な交渉術は歴史への干渉を完全に防ぐものではないため、取材対象者以外の人間とは不必要な接触を避けることとなっている。しかし、まれに必要以上の干渉をしてしまうことがあり、例としてシーズン1第2話では沢嶋が江戸時代の同心に「取材への御礼」として、カメラを使用して捜査に協力してしまい、後に社への始末書を書くことになったという。
また、言語については、沢嶋は現代日本語で、取材対象の人々は各時代の古い日本語で話すが、日本語が大きく異なる場合（奈良時代など）は自動翻訳機を用いる設定となり、これによって沢嶋の話す現代日本語が人々に違和感なく伝わっている。
NEURO RECEIVER (ニューロレシーバー)
ニューロ粒子を受信して濃度を確認する検知器。背負った装備のアンテナのような物はこの機能の部品。
ニューロ粒子
取材活動時においては、空間中に存在するニューロ粒子と呼ばれる物質が不可欠となっている。場所や時代により濃度が異なり、希薄だと本部との通信や映像にノイズが入り始め、最悪の場合は通信やタイムワープ、特殊な交渉術などができなくなるなど、しばしばトラブルの種にもなる。
PHYSICAL Ver. UP SYSTEM (フィジカルヴァージョンアップシステム)
沢嶋は業務中は絶えずタイトな青い長袖の上着と黒いズボンを着用(後のシーズンでは黒いベストのようなものを更に着用)しているが、これは『フィジカルヴァージョンアップシステム』という、体力の消耗を1/3（初期の頃は1/2）に抑える事が出来る一種のパワードスーツでもある。
様々な気候に耐えるものの、シーズン6第8話では雪山で吹雪に遭遇した際、通信ともども機能がストップするトラブルに見舞われている。この件に関して古橋は「開発部に要望を出しておく」と沢嶋に語っている。
DIGITAL ARCHIVE SYSTEM (デジタルアーカイブシステム)
本部から資料をダウンロードして表示する携帯端末。初期は右腕に装着する方式だったが、装備のバージョンアップによりゴーグルと一体化された。
ABSOLUTE TIME WATCH (アブソリュートタイムウォッチ)
タイムスクープ社独自の時法であるアブソリュートタイムを計る腕時計。沢嶋は左腕に装着している。本部との通信機能も内蔵している。
TIME SHIELD (タイムシールド)
体を保護するシールド。「カモフラージュ機能」を搭載しており、服装などをタイムワープした先の人々に違和感なく見せる役割がある。バージョン表記なしの初期は外套のような形状だった。小型軽量化された「time shield ver.3.0」ではリュックと肩紐のようになっている。劇場版では「ver.3.5.8」、シーズン6では「ver.4.0」にバージョンアップしている。
毎話冒頭、これら5つの機能のシステムチェック表示の演出がある。
カメラ
手持ちタイプ、手のひらサイズのマイクロカメラ、ゴーグルの横に付属したタイプなどが登場。虫のようなスパイダーカムで離れた場所を密かに撮影することも可能。
TSH LIFE SUPORT SYSTEM
本部では3つのパラメータのコンディションでナビゲーターが健康状態を把握している。

## 副題

### シーズン1
| 話数   | 放送日         | 副題                                              | 取材対象                                                     | 時代・アブソリュートタイム                                                         | おもな主演者                                   |
| ------ | -------------- | ------------------------------------------------- | ------------------------------------------------------------ | ---------------------------------------------------------------------------------- | ---------------------------------------------- |
| 試供版 | 2008年9月13日  | CODE 200458 お氷様はかくして運ばれた              | 加賀藩の大名飛脚                                             | 元禄6年5月28日〜6月1日 （1693年6月28日〜7月2日） （江戸時代・加賀国〜江戸）        | 龍秀雄 和布浦宏吏ほか                          |
| 第1回  | 2009年4月1日   | CODE 102331 “忍者”その真の姿とは                  | 忍者                                                         | 1400年代後期〜明応9年（1500年）頃 （戦国時代・取材地不明） B00122427年61時47分81秒 | 渡部龍平 戸沼智貴ほか                          |
| 第2回  | 2009年4月8日   | CODE 200467 江戸同心24時                          | 江戸町奉行所同心                                             | 享保12年1月18日 （1727年2月8日） （江戸時代・江戸） B00103228年73時95分66秒        | 佐野光洋 山口幸志 和田洋一 福田繁 伊藤雅彦ほか |
| 第3回  | 2009年4月15日  | CODE 200094 戦国救急救命士                        | 医僧（戦場で医療活動を行う僧）                               | 元亀3年10月2日 （1572年11月7日） （戦国時代・取材地不明） B9180129年40時12分31秒   | 森里一大 剣王武 岡部務ほか                     |
| 第4回  | 2009年4月22日  | お氷様はかくして運ばれた                          | ※パイロット版の再放送                                        | ※パイロット版の再放送                                                              | ※パイロット版の再放送                          |
| 第5回  | 2009年4月29日  | CODE 115026 落武者脱出行                          | 落武者                                                       | 天正9年3月11日 （1581年4月14日） （戦国時代・武蔵国） B0570128年30時04分67秒       | -                                              |
| 第6回  | 2009年5月6日   | CODE 632456 リストラ武士の奮戦記                  | 秩禄処分後の士族（士族の商法・カステラ屋）                   | 明治9年（1876年）3月5日 （明治時代・東京） B0214736年60時72分87秒                  | -                                              |
| 第7回  | 2009年5月13日  | CODE 079960 沸騰!闘茶バブル                       | 利き茶で賭けごとを行う武士                                   | 延徳3年5月2日 （1491年6月8日） （室町時代・京都） B0718256年42時83分41秒           | -                                              |
| 第8回  | 2009年5月20日  | CODE 511834 女たちの関所越え                      | 伊勢参りの旅をする女性                                       | 享和元年4月13日 （1801年5月25日） （江戸時代・相模国） B0792883年56時21分71秒      | 平手舞 鶴町梨紗 真木順子ほか                   |
| 特別回 | 2009年12月30日 | CODE 511835 幕末決死行! -江戸牢獄 限界長屋の実態- | 幕末江戸 伝馬町牢屋敷での 取り調べ実態と、窮民達の打ちこわし | 文久3年4月5日 （1863年5月22日） （江戸時代・江戸） B00108667年35時86分71秒!        | -                                              |

### シーズン2
| 話数   | 放送日         | 副題                                | 取材対象                                                                                 | 時代・アブソリュートタイム                                                    |                      |
| ------ | -------------- | ----------------------------------- | ---------------------------------------------------------------------------------------- | ----------------------------------------------------------------------------- | -------------------- |
| 第1回  | 2010年3月29日  | CODE 135726 室町飢饉救援隊          | 飢饉と室町幕府役人の施行                                                                 | 応永28年3月30日 （1421年5月2日） （室町時代・京都） B01783272年82時63分08秒   |                      |
| 第2回  | 2010年4月5日   | CODE 202568 かぶき者たちの夜        | 太平の世のかぶき者、旗本奴と町奴                                                         | 明暦2年3月24日 （1656年4月18日） （江戸時代・江戸） F7273482年28時85分66秒    |                      |
| 第3回  | 2010年4月12日  | CODE 103668 速報セヨ!旗振り通信     | 旗振り師による情報伝達と米相場                                                           | 明治30年（1898年）3月18日 （明治時代・岡山） B0554368年54時65分96秒           |                      |
| 第4回  | 2010年4月19日  | CODE 679865 “算額”頭脳バトル        | 遊歴算家と庶民の算額の関わり                                                             | 天保3年2月11日 （1832年3月13日） （江戸時代・奥州） B0241523年36時87分40秒    |                      |
| 第5回  | 2010年5月3日   | お氷様はかくして運ばれた            | パイロット版の再放送                                                                     | パイロット版の再放送                                                          | パイロット版の再放送 |
| 第6回  | 2010年5月3日   | CODE 314558 江戸“婚活”最前線        | 仲人から見る、江戸時代の婚活事情                                                         | 享和3年3月6日 （1803年4月27日） （江戸時代・江戸） B0673258年34時85分36秒     |                      |
| 第7回  | 2010年5月10日  | CODE 419233 金山衆 闇からの脱出     | 金山衆の解説と洞穴崩落からの生還劇                                                       | 永禄8年4月5日 （1565年5月4日） （戦国時代・甲斐国） B0865148年74時92分86秒    |                      |
| 第8回  | 2010年5月17日  | CODE 120354 われら時の番人          | 時太鼓打ちと江戸時代の時刻・時計の紹介                                                   | 文化4年4月21日 （1807年5月28日） （江戸時代・下総国） B0763449年53時76分28秒  |                      |
| 第9回  | 2010年5月24日  | CODE 245638 石つぶて 紛争調停人     | 印地（石合戦）と中人 解死人による紛争調停 （本来は烏帽子の取材だが、印地に巻き込まれる） | 応永17年11月5日 （1410年12月1日） （室町時代・若狭国） B2754805年25時75分96秒 |                      |
| 第10回 | 2010年5月31日  | CODE 087350 サバイバル!戦火の女たち | 落城後の奥方と侍女達の逃亡劇                                                             | 天正17年5月9日 （1589年6月21日） （戦国時代・上野国） B0655129年82時47分54秒  |                      |
| 第11回 | 2010年6月7日   | CODE 320194 駕籠かき突破口!         | 駕籠かきの仕事や、当時の街道や旅の様子                                                   | 宝永4年5月15日 （1707年6月14日） （江戸時代・信濃国） B5003843年56時29分48秒  |                      |
| 特別回 | 2010年12月28日 | CODE ex8080 滅亡パニック!彗星大接近 | ハレー彗星が地球に大接近したときに起きた、 デマの流布や民衆のパニック                    | 明治43年（1910年）5月19日 （明治時代・青森） B105324年52時34分18秒            |                      |

### 特番
| 話数 | 放送日        | 副題                                           |
| ---- | ------------- | ---------------------------------------------- |
| 特番 | 2011年4月30日 | タイムスクープハンター0号 沢嶋雄一 真の姿とは? |

### シーズン3
| 話数   | 放送日         | 副題                                  | 取材対象                                                    | 時代・アブソリュートタイム                                                           |
| ------ | -------------- | ------------------------------------- | ----------------------------------------------------------- | ------------------------------------------------------------------------------------ |
| 第1話  | 2011年5月12日  | CODE 153252 のろしを上げよ!           | 租庸調により対馬警備にあたった 烽火の番人達                 | 貞観13年2月9日 （871年3月3日） （平安時代・対馬） S0277139年82時63分14秒             |
| 第2話  | 2011年5月19日  | CODE 127432 髪結い ちょんまげ騒動記   | 髪結い師から見た、武士の頭髪事情                            | 文政4年2月12日 （1821年3月3日） （江戸時代・江戸） B0287394年37時85分35秒            |
| 第3話  | 2011年5月26日  | CODE 135632 瓦版ジャーナリスト魂      | 瓦版記者を通じた 江戸時代の情報発信と問題点                 | 享保7年3月24日 （1722年5月9日） （江戸時代・江戸） B0254225年82時53分29秒            |
| 第4話  | 2011年6月2日   | CODE 143525 緊急待避! 戦国シェルター  | 寺による農民達の財産証明や 避難した人々の地下室での避難生活 | 永正2年10月21日 （1505年11月16日） （戦国時代・尾張国） B0156327年91時18分72秒       |
| 第5話  | 2011年6月9日   | CODE 233714 修羅場! 決戦の妻たち      | 後妻打ちと呼ばれた元夫の 再婚相手への討ち入り密着取材       | 寛永15年3月30日 （1638年5月13日） （江戸時代・江戸） B0345728年72時63分07秒          |
| 第6話  | 2011年6月16日  | CODE 403853 追え! ピストル郵便配達人  | 郵便脚夫の職務と当時の郵便システム                          | 明治8年（1875年）7月1日 （明治時代・田方郡韮山） B0380481年55時71分26秒              |
| 第7話  | 2011年6月23日  | CODE 381597 江戸しゃぼん玉キッズ      | N/A                                                         | 寛政3年5月18日 （1791年6月19日） （江戸時代・江戸） B0370563年42時18分27秒           |
| 第8話  | 2011年6月30日  | CODE 254905 風になれ!マラソン侍       | 安中藩で行われた心身鍛練を目的とした 安政遠足（とおあし）   | 安政2年5月16日 （1855年6月29日） （江戸時代・上野国安中） B0380481年55時71分26秒     |
| 第9話  | 2011年7月7日   | CODE 486027 維新ロマンス英語塾        | 明治初期の外国語教育                                        | 明治5年5月13日 （1872年6月18日） （明治時代・横浜） B0319485年61時07分25秒           |
| 第10話 | 2011年7月14日  | CODE 839015 禁制を入手せよ!戦国冒険行 | N/A                                                         | 天正4年6月7日 （1576年7月3日） （安土桃山時代・上総国茂吉郷） B0392651年37時64分10秒 |
| 特別回 | 2011年12月23日 | 戦国SOS カラス天狗を追え!             | 歩き巫女                                                    | 天正4年 （1576年） （安土桃山時代・上総国） 第10話の直後                             |

### シーズン4
| 話数   | 放送日         | 副題                                             | 取材対象                   | 時代・アブソリュートタイム                                      | おもな出演者                  |
| ------ | -------------- | ------------------------------------------------ | -------------------------- | --------------------------------------------------------------- | ----------------------------- |
| 第1話  | 2012年4月3日   | CODE 106537 通貨危機!古代ニセ金捜査官            | 通貨偽造                   | 天平宝字4年4月2日 （760年4月21日） （奈良時代・大和国・平城京） | -                             |
| 第2話  | 2012年4月10日  | CODE 435672 江戸おなら代理人                     | 屁負比丘尼                 | 享保19年1月23日 （1734年2月26日） （江戸時代・江戸）            | -                             |
| 第3話  | 2012年4月17日  | CODE 572899 女相撲じんせい土俵際                 | 女相撲                     | 大正10年（1921年）3月12日 （大正時代・東京）                    | -                             |
| 第4話  | 2012年4月24日  | CODE 572899 見せ物 カッパ珍騒動!                 | 見世物小屋                 | 明治32年（1899年）3月26日 （明治時代・神奈川）                  | -                             |
| 第5話  | 2012年5月1日   | CODE 389257 緊急警備! 辻斬（つじぎ）りを阻止せよ | 辻番                       | 明和9年1月22日 （1772年2月25日） （江戸時代・江戸）             | -                             |
| 第6話  | 2012年5月8日   | CODE 925371 熱狂!初ガツオ争奪戦                  | 初鰹                       | 文化7年4月1日 （1810年5月3日） （江戸時代・江戸）               | -                             |
| 第7話  | 2012年5月15日  | CODE 835428 走れ!散髪ポリス                      | 散髪脱刀令                 | 明治6年（1873年）3月28日 （明治時代・新潟）                     | -                             |
| 第8話  | 2012年5月22日  | CODE 293358 特命記者 美人を探せ!                 | 日本最初のミス・コンテスト | 明治40年（1907年）10月8日 （明治時代・埼玉）                    | -                             |
| 第9話  | 2012年5月29日  | CODE 731092 紙くずリサイクル激情                 | 紙の再利用                 | 天保14年4月2日 （1843年6月9日） （江戸時代・江戸）              | -                             |
| 第10話 | 2012年6月5日   | CODE 115493 仰天裁判!鉄火つかみ                  | 火起請                     | 慶長13年3月12日 （1608年4月26日） （江戸時代・甲斐国）          | -                             |
| 第11話 | 2012年6月12日  | CODE 100947 爆裂!海賊島の戦い                    | 海賊衆                     | 天正17年4月21日 （1589年6月4日） （安土桃山時代・瀬戸内海）     | 鎌田秀勝 岡田英二 山端零 ほか |
| 第12話 | 2012年6月26日  | CODE 491023 護送密着!最期の6日間                 | -                          | 正徳2年1月27日 （1712年3月4日） （江戸時代・駿河国小田原）      | -                             |
| 特別回 | 2012年12月28日 | てんてこ舞い“大奥”歳末始末記                     | 大奥                       | 文政9年12月29日 （1827年1月26日） （江戸時代・江戸城・大奥）    | -                             |

### シーズン5
| 話数   | 放送日        | 副題                                  | 取材対象                    | 時代・アブソリュートタイム | おもな出演者                          |
| ------ | ------------- | ------------------------------------- | --------------------------- | --- | ------------------------------------- |
| 第1話  | 2013年4月6日  | CODE 136511 賄賂 談合 江戸の闇を暴け! | 談合                        | 万治2年9月20日 （1659年11月4日8時16分12秒） （江戸時代・江戸） B5133025年28時56分31秒                                                         | -                                     |
| 第2話  | 2013年4月13日 | CODE 425684 判じ絵!なぞなぞ挑戦状     | 判じ絵                      | 文久2年10月4日 （1862年11月25日10時47分34秒） （江戸時代・江戸） B2486531年68時56分49秒                                                       | -                                     |
| 第3話  | 2013年4月20日 | CODE 134645 明治うさぎバブル          | 投機目的のペットブーム      | 明治6年（1873年）2月18日10時52分28秒 （明治時代・東京） B3326006年64時19分15秒                                                                | -                                     |
| 第4話  | 2013年4月27日 | CODE 751785 打て!大正テニスガール     | 大正時代のテニス            | 大正11年（1922年）9月6日13時24分11秒 （大正時代・長野） B9440719年62時20分08秒                                                                | -                                     |
| 第5話  | 2013年5月4日  | CODE 410932 守れ命!奇跡の出産記録     | 江戸時代の出産              | 明和9年2月29日 （1772年4月1日5時43分21秒） （江戸時代・江戸） B8179303年71時36分52秒                                                          | -                                     |
| 第6話  | 2013年5月11日 | CODE 349715 眠ってはいけない“戦国”    | 庚申待                      | 永禄6年4月12日 （1563年5月14日15時26分14秒） （戦国時代・陸奥） B6412547年38時49分52秒                                                        | -                                     |
| 特選集 | 2013年5月24日 | CODE 572899 女相撲じんせい土俵際      | シーズン4第3話の再放送      | 5月18日放送分はプロ野球中継延長のため休止 |                                       |
| 第7話  | 2013年5月25日 | CODE 204021 サムライたちの受験戦争    | 藩校の入学試験              | 天保11年1月29日 （1840年3月2日7時4分36秒） （江戸時代・上総国） B1921421年84時12分10秒                                                        | -                                     |
| 第8話  | 2013年6月1日  | CODE921832 誕生!水茶屋アイドル        | 水茶屋の看板娘              | 天明3年5月14日 （1783年6月13日7時18分33秒） （江戸時代・江戸） B7946051年41時87分32秒                                                         | -                                     |
| 第9話  | 2013年6月15日 | CODE 261912 公事師 金を取り戻せ!      | 公事師                      | 元禄14年3月26日 （1701年5月3日10時15分34秒） （江戸時代・江戸） B3541865時54分31分47秒                                                        | -                                     |
| 第10話 | 2013年6月22日 | CODE 834652 極秘任務 矢文を放て!      | 矢文                        | 天文21年4月24日 （1552年5月17日） （戦国時代・武蔵国） B1864537年31時55分29秒                                                                 | 山端零 中田敦夫 畠山真弥 中島敦子ほか |
| 第11話 | 2013年6月29日 | CODE 913587 爆笑!ものまね大作戦       | 道化師                      | 嘉永1年6月3日 （1848年7月3日13時41分55秒） （江戸時代・江戸） B3964241年29時16分37秒                                                          | -                                     |
| 第12話 | 2013年7月13日 | CODE 358642 口留番所 境界の攻防戦     | 口留番所の番人              | 寛保2年8月23日 （1742年9月12日6時44分12秒） （江戸時代・出羽国） B8105371年85時36分41秒                                                       | -                                     |
| 第13話 | 2013年7月20日 | CODE 616345 会津 女たちの決死行!      | 会津藩の女性                | 慶応4年7月11日 （1868年8月28日7時21分40秒） （江戸時代・会津若松・鶴ケ城） B3502731年59時19分33秒                                             | -                                     |
| 第14話 | 2013年7月27日 | CODE 431597 村を守れ!投石バトル       | 逃散                        | 天正4年8月12日 （1576年9月4日6時39分11秒） （安土桃山時代・山城国・大幡村） B4518215年49時58分43秒                                            | 兄者 小林和寿 友松タケホ 鮫島満博ほか |
| SP     | 2014年1月2日  | 緊急指令!守れ秘伝の味                 | 食文化 （ウナギのかば焼き） | 1922年（大正11年）11月30日11時25分53秒 （大正時代・東京市・本郷区） B1130431年36時54分92秒 1777年（安永6年）1月1日（正月） （江戸時代・本郷） | -                                     |

### シーズン6
| 話数   | 放送日        | 副題                                  | 取材対象                                                                          | 時代・アブソリュートタイム                                                              |
| ------ | ------------- | ------------------------------------- | --------------------------------------------------------------------------------- | --------------------------------------------------------------------------------------- |
| 第1話  | 2014年4月5日  | CODE 268435 見えざる戦い!ほら貝吹き   | 貝役・山伏                                                                        | 天正11年4月13日 (1583年4月13日7時04分45秒) （戦国時代・常陸国） B0394651年73時51分11秒  |
| 第2話  | 2014年4月12日 | CODE 168554 大江戸入れ歯事情          | 入れ歯作り                                                                        | 文政7年2月16日 （1824年2月16日10時34分20秒） （江戸時代・江戸） B018465年35時12分56秒   |
| 第3話  | 2014年4月19日 | CODE 514979 踊れ!あすへのステップ     | 大正時代から昭和初期の社交ダンス                                                  | 大正12年8月20日 (1923年8月20日14時02分23秒) (大正時代・東京) B0631219年61時11分35秒     |
| 第4話  | 2014年4月26日 | CODE 393465 解明せよ!戦慄の超常現象   | 池袋の女に関連して起きた怪奇現象                                                  | 寛政5年3月5日 （1793年3月5日9時31分42秒） （江戸時代・江戸） B0984524年45時54分23秒     |
| 第5話  | 2014年5月3日  | CODE 436547 追跡!美男子コンテスト     | 美男子コンテスト当選を目指す写真家                                                | 明治43年9月22日 （1910年9月22日12時57分04秒） （明治時代・埼玉） B0938546年59時38分52秒 |
| 第6話  | 2014年5月10日 | CODE 731194 鎌倉 不都合な真実         | 名越切通しを検問する保奉行人                                                      | 建長5年4月17日 (1253年4月17日5時54分21秒) (鎌倉時代・鎌倉) B0354791年85時32分12秒       |
| 第7話  | 2014年5月24日 | CODE 638316 元祖なでしこサッカー      | 『東京蹴球団』に所属していた女性選手 （彼女たちの過去を調べるために丸亀市も取材） | 大正10年5月4日 (1921年5月4日10時23分58秒) (大正時代・東京) B0873465年38時56分55秒       |
| 第8話  | 2014年5月31日 | CODE 456293 壮絶!雪山の戦い           | 大宝寺義氏による荒沢の戦い （取材対象と共に遭難時、救命されたマタギにも取材）     | 天正11年1月20日 (1583年1月20日7時9分31秒) (戦国時代・出羽国) B0565452年85時45分14秒     |
| 第9話  | 2014年6月14日 | CODE 935173 眼鏡売りベンチャー魂      | 眼鏡                                                                              |                                                                                         |
| 第10話 | 2014年6月21日 | CODE 102446 真剣勝負!弓バトル         | 勧進的                                                                            | 文政13年（1830年）                                                                      |
| 第11話 | 2014年6月28日 | CODE 959317 恋のヒゲ大作戦            | 髭の流行について                                                                  | 文政5年（1822年）9月2日 （江戸時代後期） 元和9年（1623年） （江戸時代前期）             |
| 第12話 | 2014年7月12日 | CODE 219842 激流!ふんどし男の渡し     | 大井川の川越人足                                                                  | 嘉永6年（1853年）7月4日                                                                 |
| 第13話 | 2014年7月19日 | CODE 822794 白熱議論!亀は誰のモノ?    | 生類憐れみの令が発令された時の放生会                                              | 元禄8年（1695年）9月22日                                                                |
| 第14話 | 2014年7月26日 | CODE 331985 ドリーム 石油発見         | 油田探し                                                                          | 延享2年（1745年）6月13日                                                                |
| 第15話 | 2014年8月2日  | CODE 101875 狙え!富くじ一獲千金       | 富くじ                                                                            | 文化11年7月19日 (1814年7月19日7時45分09秒) (江戸時代・江戸) B0068498年65時34分10秒      |
| 第16話 | 2014年8月30日 | CODE 443579 リミット50日!真犯人を捜せ | 「塵芥集」に書かれた生口（いけくち）制度                                          | 天文9年10月7日 (1540年10月7日10時27分39秒) (戦国時代・陸奥国) B0519417年29時45分11秒    |
| 第17話 | 2014年9月6日  | CODE 378462 衝撃!戦場の偽装工作       | 戦国時代の戦場での手柄の認定方法と、手柄を偽装する者達                            |                                                                                         |
| 第18話 | 2014年9月13日 | CODE 900220 リベンジ 敵を討て!前編    | 敵討ち                                                                            |                                                                                         |
| 第19話 | 2014年9月20日 | CODE 900220 リベンジ 敵を討て!後編    | 敵討ち                                                                            |                                                                                         |
| 特別回 | 2015年1月1日  | CODE お正月パニック!改暦大騒動        | 日本でのグレゴリオ暦の導入の際の騒動に巻き込まれた                                | 2015年1月1日 明治6年1月1日(グレゴリオ暦) (太陽太陰暦では明治5年12月4日）                |

### タイムスクープハンターセレクション
2015年度の新作制作休止に伴う代替企画として、毎週火曜日深夜（水曜未明）NHK総合で放送。セレクション放送は必ずしも放送話数順ではなく、ランダムで選ばれている。
| 話数   | 放送日        | 初回放送シーズン・放送日        | 副題                                 |
| ------ | ------------- | ------------------------------- | ------------------------------------ |
| 第1回  | 2015年4月7日  | 試供版 2008年9月13日            | CODE 200458 お氷様はかくして運ばれた |
| 第2回  | 2015年4月14日 | シーズン1・第3回 2009年4月15日  | CODE 200094 戦国救急救命士           |
| 第3回  | 2015年4月21日 | シーズン1・第6回 2009年5月6日   | CODE 632456 リストラ武士の奮戦記     |
| 第4回  | 2015年5月5日  | シーズン1・第7回 2009年5月13日  | CODE 079960 沸騰!闘茶バブル          |
| 第5回  | 2015年5月12日 | シーズン1・第5回 2009年4月29日  | CODE 115026 落武者脱出行             |
| 第6回  | 2015年5月19日 | シーズン1・第1回 2009年4月1日   | CODE 462331 “忍者”その真の姿とは     |
| 第7回  | 2015年5月26日 | シーズン1・第2回 2009年4月8日   | CODE 200467 江戸同心24時             |
| 第8回  | 2015年6月2日  | シーズン2・第3回 2010年4月12日  | CODE 103668 速報セヨ!旗振り通信      |
| 第9回  | 2015年6月9日  | シーズン6・第7話 2014年5月24日  | CODE 638316 元祖なでしこサッカー     |
| 第10回 | 2015年6月16日 | シーズン2・第4回 2010年4月19日  | CODE 679865 “算額”頭脳バトル         |
| 第11回 | 2015年6月24日 | シーズン2・第6回 2010年5月3日   | CODE 314558 江戸“婚活”最前線         |
| 第12回 | 2015年7月14日 | シーズン2・第8回 2010年5月17日  | CODE 120354 われら時の番人           |
| 第13回 | 2015年7月21日 | シーズン2・第9回 2010年5月24日  | CODE 245638 石つぶて 紛争調停人      |
| 第14回 | 2015年7月28日 | シーズン2・第10回 2010年5月31日 | CODE 087350 サバイバル!戦火の女たち  |
| 第15回 | 2015年8月4日  | シーズン2・第11回 2010年6月7日  | CODE 320194 駕籠かき突破口!          |

### タイムスクープハンターアンコール
制作スタッフの自薦による20本を、毎週月曜日にBSプレミアムでアンコール放送。2015年のセレクション放送と同じく、オリジナルの放送話数順ではない。
| 話数   | 放送日         | 初回放送シーズン・放送日        | 副題                                             |
| ------ | -------------- | ------------------------------- | ------------------------------------------------ |
| 第1回  | 2020年9月28日  | シーズン5・第10回 2013年6月22日 | CODE 834652 極秘任務 矢文を放て!                 |
| 第2回  | 2020年10月5日  | シーズン2・第3回 2010年4月12日  | CODE 103668 速報セヨ!旗振り通信                  |
| 第3回  | 2020年10月12日 | シーズン4・第2回 2012年4月10日  | CODE 435672 江戸おなら代理人                     |
| 第4回  | 2020年10月19日 | シーズン4・第5回 2012年5月1日   | CODE 389257 緊急警備! 辻斬（つじぎ）りを阻止せよ |
| 第5回  | 2020年10月26日 | 試供版 2008年9月13日            | CODE 200458 お氷様はかくして運ばれた             |
| 第6回  | 2020年11月2日  | シーズン4・第3回 2012年4月17日  | CODE 572899 女相撲じんせい土俵際                 |
| 第7回  | 2020年11月9日  | シーズン4・第10回 2012年6月5日  | CODE 115493 仰天裁判!鉄火つかみ                  |
| 第8回  | 2020年11月16日 | シーズン5・第13回 2013年7月20日 | CODE 616345 会津 女たちの決死行!                 |
| 第9回  | 2020年11月23日 | シーズン4・第1話 2012年4月3日   | CODE 106537 通貨危機!古代ニセ金捜査官            |
| 第10回 | 2020年11月30日 | シーズン2・第4回 2010年4月19日  | CODE 679865 “算額”頭脳バトル                     |
| 第11回 | 2020年12月7日  | シーズン2・第9回 2010年5月24日  | CODE 245638 石つぶて 紛争調停人                  |
| 第12回 | 2020年12月14日 | シーズン4・第12回 2012年6月26日 | CODE 491023 護送密着!最期の6日間                 |
| 第13回 | 2020年12月21日 | シーズン5・第8回 2013年6月1日   | CODE 921832 誕生!水茶屋アイドル                  |
| 第14回 | 2021年1月4日   | シーズン4・第6回 2012年5月8日   | CODE 925371 熱狂!初ガツオ争奪戦                  |
| 第15回 | 2021年1月11日  | シーズン4・第11回 2012年6月12日 | CODE 100947 爆裂!海賊島の戦い                    |
| 第16回 | 2021年1月18日  | シーズン6・第4回 2014年4月26日  | CODE 393465 解明せよ!戦慄の超常現象              |
| 第17回 | 2021年1月25日  | シーズン1・第7回 2009年5月13日  | CODE 079960 沸騰!闘茶バブル                      |
| 第18回 | 2021年2月1日   | シーズン6・第12回 2014年7月12日 | CODE 219842 激流!ふんどし男の渡し                |
| 第19回 | 2021年2月8日   | シーズン6・第18回 2014年9月13日 | CODE 900220 リベンジ 敵を討て!前編               |
| 第20回 | 2021年2月15日  | シーズン6・第19回 2014年9月20日 | CODE 900220 リベンジ 敵を討て!後編               |

### 英訳版
| NHKワールドでの放送日                  | 英語副題（原版のシーズン・放送回）                          |
| -------------------------------------- | ----------------------------------------------------------- |
| 2022年6月18日 2022年12月31日（再放映） | A "Sangaku" Battle of Wits（シーズン2・第4回）              |
| 2022年10月22日 2023年2月18日（再放映） | A Secret Mission - Release the Yabumi!（シーズン5・第10回） |
| 2022年12月3日                          | Edo's Substitute Farters（シーズン4・第2回）                |
| 2023年1月7日                           | The Timekeepers（シーズン6・特別回）                        |

## スタッフ

### シーズン1
| 話     | CG制作              | アシスタントプロデューサー | スタイリスト      | ディレクター | プロデューサー    | ヘアメイク                     | リサーチャー | 音響効果   | 音声     | 撮影     | 取材                                | 制作統括                   | 美術                | 編集     |
| ------ | ------------------- | -------------------------- | ----------------- | ------------ | ----------------- | ------------------------------ | ------------ | ---------- | -------- | -------- | ----------------------------------- | -------------------------- | ------------------- | -------- |
| 第1話  | 向殿健二 天下谷昌宏 | N/A                        | Baby mix 村島恵子 | N/A          | 岡留臣兵 高橋秀明 | 新井みどり 新宮利彦 青田真由美 | 菅將仁       | 谷川義春   | N/A      | 小川ミキ | 松本雅彦 中野亮祐 藤井理紗 野村洋太 | 下田大樹 平賀大介          | 小林和美 多田明日香 | 堤英彰   |
| 第2話  | ↑                   | N/A                        | ↑                 | N/A          | 高橋秀明 野村洋太 | ↑                              | ↑            | ↑          | N/A      | ↑        | 松本雅彦 中野亮祐 藤井理紗          | ↑                          | ↑                   | ↑        |
| 第3話  | 向殿健二            | N/A                        | Baby mix 森岡チエ | N/A          | 岡留臣兵 高橋秀明 | 新宮利彦                       | ↑            | ↑          | 若山智成 | ↑        | 松本雅彦 中野亮祐 北川博康 野村洋太 | ↑                          | 寺尾淳 大谷直樹     | ↑        |
| 第4話  | ↑                   | N/A                        | ↑                 | N/A          | 高橋秀明          | 新宮利彦 青田真由美            | N/A          | 竹嶋あゆみ | 嶋田美穂 | ↑        | 松本雅彦 菅澤聖康 中野亮祐 北川博康 | ↑                          | 木村光之            | 正木良典 |
| 第5話  | ↑                   | N/A                        | ↑                 | N/A          | 高橋秀明 野村洋太 | 新宮利彦                       | 菅將仁       | 谷川義春   | 若山智成 | ↑        | 松本雅彦 中野亮祐 北川博康          | ↑                          | 寺尾淳 大谷直樹     | 堤英彰   |
| 第6話  | ↑                   | N/A                        | ↑                 | N/A          | 岡留臣兵 高橋秀明 | 新宮利彦 青田真由美            | ↑            | ↑          | ↑        | ↑        | 松本雅彦 中野亮祐 北川博康 野村洋太 | ↑                          | 木村光之            | ↑        |
| 第7話  | ↑                   | N/A                        | ↑                 | N/A          | 高橋秀明 野村洋太 | ↑                              | ↑            | ↑          | ↑        | ↑        | 松本雅彦 中野亮祐 北川博康          | ↑                          | ↑                   | ↑        |
| 第8話  | ↑                   | N/A                        | ↑                 | N/A          | 岡留臣兵 高橋秀明 | 新宮利彦                       | ↑            | ↑          | ↑        | ↑        | 松本雅彦 中野亮祐 北川博康 野村洋太 | ↑                          | N/A                 | ↑"       |
| 特別話 | 向殿健二 広岡毅     | 神谷春香                   | Baby mix 森岡チエ | N/A          | N/A               | 新宮利彦 青田真由美            | 菅將仁       | 谷川義春   | 嶋田美穂 | 小川ミキ | 山中洋和 菅澤聖康                   | 下田大樹 大加章雅 平賀大介 | 木村光之            | 小沢謙   |

### シーズン2
| 話     | CG制作            | アシスタントプロデューサー | スタイリスト | ディレクター | プロデューサー | ヘアメイク | リサーチャー | 音響効果 | 音声     | 撮影     | 取材                   | 制作統括                 | 美術     | 編集   |
| ------ | ----------------- | -------------------------- | ------------ | ------------ | -------------- | ---------- | ------------ | -------- | -------- | -------- | ---------------------- | ------------------------ | -------- | ------ |
| 第1話  | 向殿健二          | 小橋秀之 神谷春香          | Baby mix     | N/A          | N/A            | 新宮利彦   | 菅將仁       | 谷川義春 | 嶋田美穂 | 小川ミキ | 神谷春香 中里洋一      | 下田大樹 平賀大介 林信男 | 木村光之 | 小沢謙 |
| 第2話  | ↑                 | 小橋秀之 神谷春香          | ↑            | N/A          | N/A            | ↑          | ↑            | ↑        | ↑        | ↑        | ↑                      | ↑                        | ↑        | ↑      |
| 第3話  | ↑                 | 越智喜明                   | ↑            | N/A          | N/A            | ↑          | ↑            | ↑        | ↑        | ↑        | 山中洋和               | ↑                        | ↑        | ↑      |
| 第4話  | ↑                 | 佐藤圭史郎                 | ↑            | N/A          | N/A            | ↑          | ↑            | ↑        | ↑        | ↑        | 中里洋一               | ↑                        | ↑        | ↑      |
| 第6話  | ↑                 | 神谷春香                   | ↑            | N/A          | N/A            | ↑          | ↑            | ↑        | ↑        | ↑        | ハン.サングン          | ↑                        | ↑        | ↑      |
| 第7話  | ↑                 | 小橋秀之                   | ↑            | N/A          | N/A            | ↑          | ↑            | ↑        | ↑        | ↑        | 中里洋一               | ↑                        | ↑        | ↑      |
| 第8話  | ↑                 | 佐藤圭史郎                 | ↑            | N/A          | N/A            | ↑          | ↑            | ↑        | ↑        | ↑        | 山中洋和 中里洋一      | ↑                        | ↑        | ↑      |
| 第9話  | ↑                 | 矢羽田真央                 | ↑            | N/A          | N/A            | ↑          | ↑            | N/A      | ↑        | ↑        | 山中洋和               | ↑                        | 小林和美 | ↑      |
| 第10話 | ↑                 | 今西健太                   | ↑            | N/A          | N/A            | ↑          | ↑            | N/A      | ↑        | ↑        | ↑                      | ↑                        | 木村光之 | ↑      |
| 第11話 | ↑                 | 小橋秀之                   | ↑            | N/A          | N/A            | ↑          | ↑            | 谷川義春 | ↑        | ↑        | ハン.サングン 土屋哲彦 | ↑                        | 小林和美 | ↑      |
| 特別話 | 向殿健二 米澤拓也 | 神谷春香                   | Baby mix     | N/A          | N/A            | 新宮利彦   | 菅將仁       | ↑        | ↑        | ↑        | 宮下研也 菅澤聖康      | 下田大樹 平賀大介 林信男 | 中山大吉 | ↑      |

### 特番
| 話   | CG制作   | アシスタントプロデューサー | スタイリスト | ディレクター | プロデューサー | ヘアメイク | リサーチャー | 音響効果 | 音声 | 撮影 | 取材              | 制作統括 | 美術     | 編集 |
| ---- | -------- | -------------------------- | ------------ | ------------ | -------------- | ---------- | ------------ | -------- | ---- | ---- | ----------------- | -------- | -------- | ---- |
| 特番 | 大島貴明 | N/A                        | ↑            | 菅井秀一     | 中尾浩之       | ↑          | N/A          | ↑        | ↑    | ↑    | 神谷春香 片岡邦夫 | ↑        | 森谷淳一 | ↑    |

### シーズン3
| 話     | カメラ   | 美術     | スタイリスト | ヘアメイク | テーマ音楽 | CG制作   | 編集   | 音声     | 音響効果 | リサーチャー | プロデューサー | 取材                    | 制作統括                 | 脚本・演出 |
| ------ | -------- | -------- | ------------ | ---------- | ---------- | -------- | ------ | -------- | -------- | ------------ | -------------- | ----------------------- | ------------------------ | ---------- |
| 第1話  | 小川ミキ | 中山大吉 | Babymix      | 新宮利彦   | 戸田信子   | 向殿健二 | 小澤謙 | 嶋田美穂 | 谷川義春 | 菅將仁       | 芳野脩大       | 中里洋一 ハン・サングン | 下田大樹 平賀大介 林信男 | 中尾浩之   |
| 第2話  | ↑        | ↑        | ↑            | ↑          | ↑          | ↑        | ↑      | ↑        | ↑        | ↑            | 佐藤圭史郎     | 丹羽篤志 河野健佑       | ↑                        | ↑          |
| 第3話  | ↑        | ↑        | ↑            | ↑          | ↑          | ↑        | ↑      | ↑        | ↑        | ↑            | 片岡邦夫       | 中里洋一 ハン・サングン | ↑                        | ↑          |
| 第4話  | ↑        | ↑        | ↑            | ↑          | ↑          | ↑        | ↑      | ↑        | ↑        | ↑            | 稲葉沙織       | 丹羽篤志 河野健佑       | ↑                        | ↑          |
| 第5話  | ↑        | ↑        | ↑            | ↑          | ↑          | ↑        | ↑      | ↑        | ↑        | ↑            | 阿部悦子       | 中里洋一 丹羽篤志       | ↑                        | ↑          |
| 第6話  | ↑        | ↑        | ↑            | ↑          | ↑          | ↑        | ↑      | ↑        | ↑        | ↑            | 越智喜明       | 牧野将 徳田知子         | ↑                        | ↑          |
| 第7話  | ↑        | ↑        | ↑            | ↑          | ↑          | ↑        | ↑      | ↑        | ↑        | ↑            | 神谷春香       | 中里洋一 丹羽篤志       | ↑                        | ↑          |
| 第8話  | ↑        | ↑        | ↑            | ↑          | ↑          | ↑        | ↑      | ↑        | ↑        | ↑            | 佐野優         | 河野健佑 徳田知子       | ↑                        | ↑          |
| 第9話  | ↑        | ↑        | ↑            | ↑          | ↑          | ↑        | ↑      | ↑        | ↑        | ↑            | 杉本俊二       | 丹羽篤志 河野健佑       | ↑                        | ↑          |
| 第10話 | ↑        | ↑        | ↑            | ↑          | ↑          | ↑        | ↑      | ↑        | ↑        | ↑            | 越智喜明       | 中里洋一                | ↑                        | ↑          |

## 取材協力・資料提供・時代考証・撮影協力

### シーズン1
| 話    | 撮影協力                                                                         | 資料提供                                              | 時代考証 | 取材協力                     |
| ----- | -------------------------------------------------------------------------------- | ----------------------------------------------------- | -------- | ---------------------------- |
| 第1話 | つくばみらいフィルムコミッション ワープステーション江戸                          | 甲賀忍術博物館 埼玉県立歴史と民俗の博物館             | N/A      | 伊賀流忍者博物館 田中徹      |
| 第2話 | ワープステーション江戸                                                           | 国立国会図書館                                        | N/A      | 高橋浩徳 山本博文 田中徹     |
| 第3話 | 小田原市田島歴史同志会 野地芳男                                                  | 国立国会図書館                                        | N/A      | 田中徹 鈴木眞哉              |
| 第4話 | 大内区 栃木県フィルムコミッション 那須塩原市 林野庁（塩那森林管理所）            | TNMイメージアーカイブ 東京国立博物館 日本カメラ博物館 | N/A      | 竹井巌 中島満 田中徹         |
| 第5話 | フィルムコミッションあしがら 小田原市 小田原市田島歴史同志会 西さがみFC 野地芳男 | 国立国会図書館 松浦資料博物館 大阪城天守閣            | N/A      | 田中徹                       |
| 第6話 | 栃木県フィルムコミッション                                                       | ライデン・国立民族学博物館 聖徳記念絵画館             | N/A      | 坂本立羽 田中徹              |
| 第7話 | 花柳錦翠美                                                                       | 前田育徳会                                            | N/A      | 横濱茶館®横浜文化教室 田中徹 |
| 第8話 | 栃木県フィルムコミッション 箱根関所                                              | 神宮徴古館農業部 大阪人権博物館 福島関所資料館        | N/A      | 天下谷昌宏 田中徹 八田博信   |

### シーズン2
| 話     | 撮影協力 | 資料提供                                                                                  | 時代考証 | 取材協力                                 |
| ------ | --- | ----------------------------------------------------------------------------------------- | -------- | ---------------------------------------- |
| 第1話  | つくばみらいフィルムコミッション ワープステーション江戸 宇都宮観光コンペンション協会 栃木県フィルムコミッション 日光江戸村                  | 静嘉堂文庫美術館 大本山本圀寺 道明寺天満宮                                                | 清水克行 | 田中徹                                   |
| 第2話  | つくばみらいフィルムコミッション とちぎえーぞー支援隊 ワープステーション江戸 戸沼智貴（魂刀流志伎会） 那須フィルム・コミッション 日光江戸村 | 出光美術館 徳川美術館                                                                     | 山本博文 | 田中徹                                   |
| 第3話  | aiかんぱに〜 いしおかフィルムコミッション いばらきフィルムコミッション ニューふじや万葉亭 戸沼智貴（魂刀流志伎会） 日光江戸村               | ゆまに書房 東京都特別文庫室                                                               | N/A      | 柴田昭彦 森平爽一郎 神家悦夫 田中徹      |
| 第4話  | aiかんぱに〜 ニューふじや万葉亭 栃木県フィルムコミッション 日光江戸村                                                                       | 朝日新聞社                                                                                | 山本博文 | 佐藤健一 田中徹                          |
| 第6話  | aiかんぱに〜 ニューふじや万葉亭 宇都宮観光コンペンション協会 栃木県フィルムコミッション 日光江戸村                                          | N/A                                                                                       | 山本博文 | N/A                                      |
| 第7話  | aiかんぱに〜 アトム ニューふじや万葉亭 宇都宮観光コンペンション協会 栃木県フィルムコミッション 日光江戸村                                   | 岩国美術館 湯之奥金山博物館                                                               | 宮本義己 | 小松美鈴 田中徹                          |
| 第8話  | aiかんぱに〜 ニューふじや万葉亭 日光江戸村 白河市 白河小峰城 福島県フィルムコミッションネットワーク                                         | 香川大学図書館 東京都立中央図書館                                                         | 山本博文 | セイコー時計資料館 掛川城 田中徹         |
| 第9話  | aiかんぱに〜 庄内映画村 鶴岡市 | 京都大学文学研究科図書館 埼玉県立歴史と民俗の博物館 白百合女子大学図書館 米沢市上杉博物館 | 清水克行 | 田中徹                                   |
| 第10話 | aiかんぱに〜 バイロテック 庄内映画村 鶴岡市                                                                                                 | さむらい刀剣博物館 国立国会図書館 大阪城天守閣 大山祇神社 和歌山県立博物館                | N/A      | 清水克行 川越城火縄銃鉄砲隊保存会 田中徹 |
| 第11話 | aiかんぱに〜 庄内映画村 鶴岡市 | 御花史料館                                                                                | 山本博文 | 田中徹                                   |

### 特別回
| 話  | 撮影協力                                                             | 資料提供 | 時代考証 | 取材協力                            |
| --- | -------------------------------------------------------------------- | --- | -------- | ----------------------------------- |
| SP1 | 宇都宮観光コンペンション協会 栃木県フィルムコミッション 日光江戸村   | 横浜開港資料館 国立国会図書館 埼玉県立歴史と民俗の博物館 笹間良彦 東京国立博物館 板垣真誠 碧水社 明治大学博物館 | N/A      | 外山徹 田中徹                       |
| SP2 | 千葉県フィルムコミッション 千葉県栄町FCサポーター 千葉県立房総のむら | ユニフォトプレス 横浜開港資料館 宮崎県立図書館 国立国会図書館                                                   | 有元修一 | 古舘光治 瀬川和夫 前原俊彦 洞口俊博 |
| TS0 | 小輝日文                                                             | 国立国会図書館                                                                                                  | N/A      | N/A                                 |

### シーズン3
| 放送話数 | 取材協力                                   | 時代考証      | 撮影協力 | 資料提供 |
| -------- | ------------------------------------------ | ------------- | --- | --- |
| 第1話    | -                                          | 田中徹 佐藤信 | 江戸ワンダーランド日光江戸村 岩舟山 aiかんぱに〜 | 出光美術館 高野山地蔵院 九州歴史資料館 国立国会図書館 GettyImages |
| 第2話    | 田中徹                                     | 山本博文      | 江戸ワンダーランド日光江戸村 戸沼智貴 床山幸笄 関本幸男 aiかんぱに〜 | 德川記念財団 国立国会図書館 早稲田大学図書館 京都大学付属図書館 朱雀洞文庫 尾藤一泉 三谷一馬 GettyImages                                                                                 |
| 第3話    | 田中徹                                     | 山本博文      | ワープステーション江戸 アダチ版画研究所 新實護允 望月暁云 千本扇福 | 徳川記念財団 国立国会図書館 平凡社 名古屋市蓬左文庫 早稲田大学演劇博物館 東京大学総合研究所 国立劇場 恵那市教育委員会                                                                    |
| 第4話    | 田中徹                                     | 清水克行      | ワープステーション江戸 戸沼智貴 望月暁云 | 等寺院 岩国美術館 朝日新聞出版 大東急記念文庫 汲古書院 東京都立中央図書館 |
| 第5話    | 田中徹                                     | 清水克行      | ワープステーション江戸 望月暁云 | 堺市博物館 日光東照宮 国立国会図書館 明治大学博物館 勉誠社 陽明文庫 思文閣出版 東京都立中央図書館                                                                                        |
| 第6話    | 田中徹 郵便史コレクション研究会 郵政資料館 | 近辻喜一      | 江戸ワンダーランド日光江戸村 古河機械金属 栃木市 栃木県フィルムコミッション 宇都宮観光コンペンション協会 宇都宮アート&スポーツ専門学校 パイロテック 戸沼智貴 aiかんぱに〜 | 東京都江戸東京博物館 東京都歴史文化財団イメージアーカイブ 国立国会図書館 堺鉄砲研究会 澤田平 神奈川県立図書館 手嶋康 東京開化名勝京橋石造銀座通り 両側煉化石商家盛栄之図 歌川広重（3代） |
| 第7話    | 田中徹                                     | 山本博文      | 江戸ワンダーランド日光江戸村 栃木市 栃木県フィルムコミッション 宇都宮観光コンペンション協会 宇都宮アート&スポーツ専門学校 戸沼智貴 aiかんぱに〜                           | 德川記念財団 美斉津洋夫 三谷一馬 国書刊行会 豊丘地域公民館 国立国会図書館 |
| 第8話    | 田中徹 淡路博和 安中市教育委員会           | 山本博文      | 江戸ワンダーランド日光江戸村 栃木県県民の森 栃木県フィルムコミッション 宇都宮観光コンペンション協会 栃木市 パイロテック 戸沼智貴                                          | 徳川記念財団 下田了仙寺 横浜開港資料館 板橋区立郷土資料館 郵政資料館 |
| 第9話    | 田中徹                                     | 斎藤多喜夫    | ワープステーション江戸 体験博物館千葉県立房総のむら aiかんぱに〜 | 神奈川県立図書館 国立国会図書館 公文教育研究会 河出書房新社 |
| 第10話   | 田中徹                                     | 清水克行      | ワープステーション江戸 パイロテック 戸沼智貴 aiかんぱに〜 | 長興寺 豊田市郷土資料館 高台寺 東京大学史料編纂所 岩国美術館 願泉寺 貝塚市教育委員会 一宮町教育委員会 稲沢市教育委員会 蒙古襲来絵詞（模本） 東京国立博物館 TNM Image Archives            |

## メディアミックス展開

### 販売版DVD
- 『タイムスクープハンター』アミューズソフトエンタテインメント 2009年10月23日 ASBY-4490 2枚組5,040円（税込）
  - ディスク1：第1〜4回（パイロット版は第4回として収録）
  - ディスク2：第5〜8回、特典映像「衝撃タイムスリップドキュメント!現代に落ちた武者」
- 『タイムスクープハンター シーズン2』NHKエンタープライズ 2010年11月26日 NSDS-15323 3枚組 7,560円（税込）
  - ディスク1：第1〜4回、特典映像 スペシャル1「幕末決死行!〜江戸牢獄・限界長屋の実態〜」
  - ディスク2：第5〜7回（放映版第5回はパイロット版（シーズン1第4話）の再放送のため、シーズン2 第6〜11回まで1つずつ繰り上がり）
  - ディスク3：第8〜10回
- 『タイムスクープハンター シーズン3』NHKエンタープライズ 2012年1月27日 NSDS-16894AA 4枚組 10,080円（税込）
  - ディスク1：第1・2回、特典映像1 特番「タイムスクープハンター0号」沢嶋雄一真の姿とは!?、シーズン3予告集
  - ディスク2：第3〜5回
  - ディスク3：第6〜8回
  - ディスク4：第9・10回、特典映像2 スペシャル2「滅亡パニック!彗星大接近」
- 『タイムスクープハンター シーズン4』NHKエンタープライズ 2013年1月25日 NSDS-18057AA 3枚組 7,560円（税込）
  - ディスク1：第1・2回、特典映像 スペシャル3「戦国SOS カラス天狗を追え!」、シーズン4予告集、シーズン1〜4のストーリー紹介
  - ディスク2：第3〜7回
  - ディスク3：第8〜12回

### レンタル版DVD

#### タイムスクープハンター
アミューズソフトエンタテインメント 2009年10月23日 発売
| ディスク番号 | 収録話   | 備考                      |
| ------------ | -------- | ------------------------- |
| 1            | 第1〜3話 |                           |
| 2            | 第4〜6話 | 試供話は第4話として収録） |
| 3            | 第7〜8話 |                           |

#### タイムスクープハンター シーズン2
NHKエンタープライズ 2010年11月26日 発売
| ディスク番号 | 収録話    | 備考                                                                                              |
| ------------ | --------- | ------------------------------------------------------------------------------------------------- |
| 1            | 第1〜4話  | 特典映像 スペシャル1「幕末決死行!〜江戸牢獄・限界長屋の実態〜」                                   |
| 2            | 第5〜7話  | 放映版第5回はパイロット版（シーズン1第4話）の再放送のため、シーズン2 第6〜11回は1つずつ繰り上がり |
| 3            | 第8〜10話 |                                                                                                   |

#### タイムスクープハンター シーズン3
NHKエンタープライズ 2012年1月27日 発売
| ディスク番号 | 収録話    | 備考                                                                             |
| ------------ | --------- | -------------------------------------------------------------------------------- |
| 1            | 第1〜2話  | 特典映像1 特番「タイムスクープハンター0号」沢嶋雄一真の姿とは!?、シーズン3予告集 |
| 2            | 第3〜5話  |                                                                                  |
| 3            | 第6〜8話  |                                                                                  |
| 4            | 第9〜10話 | 特典映像2 スペシャル2「滅亡パニック!彗星大接近」                                 |

#### タイムスクープハンター シーズン4
NHKエンタープライズ 2013年1月25日 発売
| ディスク番号 | 収録話    | 備考                                                                                             |
| ------------ | --------- | ------------------------------------------------------------------------------------------------ |
| 1            | 第1〜2話  | 特典映像 スペシャル3「戦国SOS カラス天狗を追え!」、シーズン4予告集、シーズン1〜4のストーリー紹介 |
| 2            | 第3〜7話  |                                                                                                  |
| 3            | 第8〜12話 |                                                                                                  |

### コミック
- 作：中尾浩之、漫画：バラエティ・アートワークス、監修：NHK「タイムスクープハンター」制作チーム／タイムスクープ社。

タイムスクープハンターコミック1 髪結い ちょんまげ騒動記 2013年3月30日発売 ISBN 978-4781609713
タイムスクープハンターコミック2 瓦版ジャーナリスト魂 2013年3月30日発売 ISBN 978-4781609720
タイムスクープハンターコミック3 熱狂!初ガツオ争奪戦 2013年3月30日発売 ISBN 978-4781609737

### 音声ガイド
- 2015年 - 2016年開催「大英博物館展 100のモノが語る世界の歴史」（東京都美術館・九州国立博物館・神戸市立博物館） 有料貸し出し機器の音声ガイド

歴史ジャーナリスト（声:要潤）が様々な時代にタイムワープして現地の人々と会話しながら展示物の解説をする形式の音声ガイド。この歴史ジャーナリストは沢嶋雄一とはされていないが、BGMや用語などタイムスクープハンターのものを使用しており、2015年（アブソリュートタイムの西暦変換で年のみしか言わない）の開催館（会場に合わせて東京版・福岡版・神戸版がある）を沢嶋雄一（声:要潤）が取材するボーナストラックも収録されている。

## 劇場版
タイトルは『劇場版 タイムスクープハンター -安土城 最後の1日-』。2013年8月31日に全国70〜80スクリーンで公開された。配給はギャガ。宇津井健の映画作品の遺作である。
市販ディスク版には特典ディスクが付属しタイムスクープ社の会社案内などが収録されている。（広報部：水原こな）

### あらすじ
本能寺の変直後の1582年6月13日の京都。沢嶋は、禁裏（京都御所）で難民救済活動を行う織田家家臣、矢島権之助の密着取材を行っていた。そこへ、手負いの織田家家臣が現れ、本能寺に滞在していた商人島井宗叱を、自分の代わりに博多まで送り届けてほしいと権之助に頼み込む。その頼みを受け、京都を出た権之助達に同行する沢嶋。だが、山中で突然未来の武器を持つ謎の山伏の襲撃を受け、宗叱の持つ茶器「楢柴」が奪われそうになってしまう。沢嶋の活躍で襲撃犯を追い払うことには成功したものの、楢柴は川に落ちて行方不明に。
本来の歴史では楢柴は島井宗叱と共に博多に持ち帰られ、その後は豊臣秀吉、徳川家康の手に渡って江戸時代に消失したことになっているため、このままでは歴史が変わってしまう。そのため沢嶋は「歴史修復作業」を行うことになる。
古橋ミナミの後輩である細野ヒカリをアシスタントに1985年と第二次世界大戦中の1945年を訪れ、名もなき茶器として再発見されていた楢柴を取り戻した沢嶋だが、織田家残党伴山三郎兵衛が率いる盗賊によって捕まり、宗叱と楢柴、学生カバンに偽装したタイムワープ装置を奪われてしまう。盗賊たちの目的は明智軍が放棄した安土城に残された宝の略奪。なんとか人買いの手から逃げられた権之助と沢嶋、ヒカリらは、史実では原因不明の焼失をするその日の安土城へと向かう。

### テレビシリーズとのリンク
テレビシリーズシーズン5第14話『村を守れ！投石バトル』は劇場版の前日譚となっており、この回で村のご神体「お石様」を織田兵に奪われた村人たちが劇場版に登場する。また、劇場版に登場する矢島権之助が「織田家の侍」という役名でカメオ出演している。

### 配役
| 俳優                 | 劇中の人物     |
| -------------------- | -------------- |
| タイムスクープ社     |                |
| 要潤                 | 沢嶋雄一       |
| 夏帆                 | 細野ヒカリ     |
| 杏                   | 古橋ミナミ     |
| 竹山隆範             | 谷崎勉         |
| 宇津井健             | 一ノ瀬忠文     |
| 取材対象・現地の人々 |                |
| 上島竜兵             | 島井宗叱       |
| 時任三郎             | 矢島権之助     |
| 小島聖               | 志乃（本宮薫） |
| 吉家章人             | 勝田勘兵衛     |
| 嶋田久作             | 伴山三郎兵衛   |

### スタッフ
| 役職                         | 担当者                                                      |
| ---------------------------- | ----------------------------------------------------------- |
| 監督・脚本                   | 中尾浩之                                                    |
| エグゼクティブプロデューサー | 小竹里美                                                    |
| 製作統括                     | 依田巽                                                      |
| 製作                         | 中祖眞一郎 加藤雅巳 佐藤寿美 池内裕啓                       |
| プロデューサー               | 松下剛 平賀大介                                             |
| 撮影監督                     | 小川ミキ                                                    |
| 音楽                         | 戸田信子                                                    |
| 配給                         | ギャガ                                                      |
| 制作プロダクション           | P.I.C.S.                                                    |
| 製作                         | NHKエンタープライズ P.I.C.S. ギャガ クオラス フリップアップ |